# Uradz
Uradz – (do 1945 r. niem. Oerden) osada w Polsce położona w województwie zachodniopomorskim, w powiecie szczecineckim, w gminie Barwice.
Na wschodnim, wysokim brzegu rzeki Dębnicy położony jest eklektyczny dwór, bez współczesnych przeróbek, w dobrym stanie. Dwór murowany, parterowy, z mieszkalnym poddaszem w mansardzie. Do dworu z trzech stron przylega 2-hektarowy park krajobrazowy.
W latach 1975–1998 miejscowość położona była w województwie koszalińskim.